# Yangliu He
Yangliu He (kinesiska: 杨柳河) är ett vattendrag i Kina. Det ligger i provinsen Liaoning, i den nordöstra delen av landet, omkring 96 kilometer sydväst om provinshuvudstaden Shenyang.
Genomsnittlig årsnederbörd är 929 millimeter. Den regnigaste månaden är juli, med i genomsnitt 237 mm nederbörd, och den torraste är januari, med 10 mm nederbörd.